# Pilzno (gmina)
Pilzno – gmina miejsko-wiejska w województwie podkarpackim, w powiecie dębickim. Przed 1945 rokiem gmina Pilzno należała do województwa krakowskiego, po zakończeniu II wojny światowej weszła w skład nowo utworzonego województwa rzeszowskiego. W latach 1975–1998 gmina administracyjnie należała do niewielkiego województwa tarnowskiego.
Siedzibą gminy jest miasto Pilzno.
Według danych z 2010 roku, gminę zamieszkiwało 17 852 osób. Natomiast według danych z 31 grudnia 2017 roku gminę zamieszkiwało 18 176 osób.

## Struktura powierzchni
Według danych z roku 2002 gmina Pilzno ma obszar 165,21 km², w tym:
- użytki rolne: 66%
- użytki leśne: 24%

Gmina stanowi 21,28% powierzchni powiatu.

## Demografia

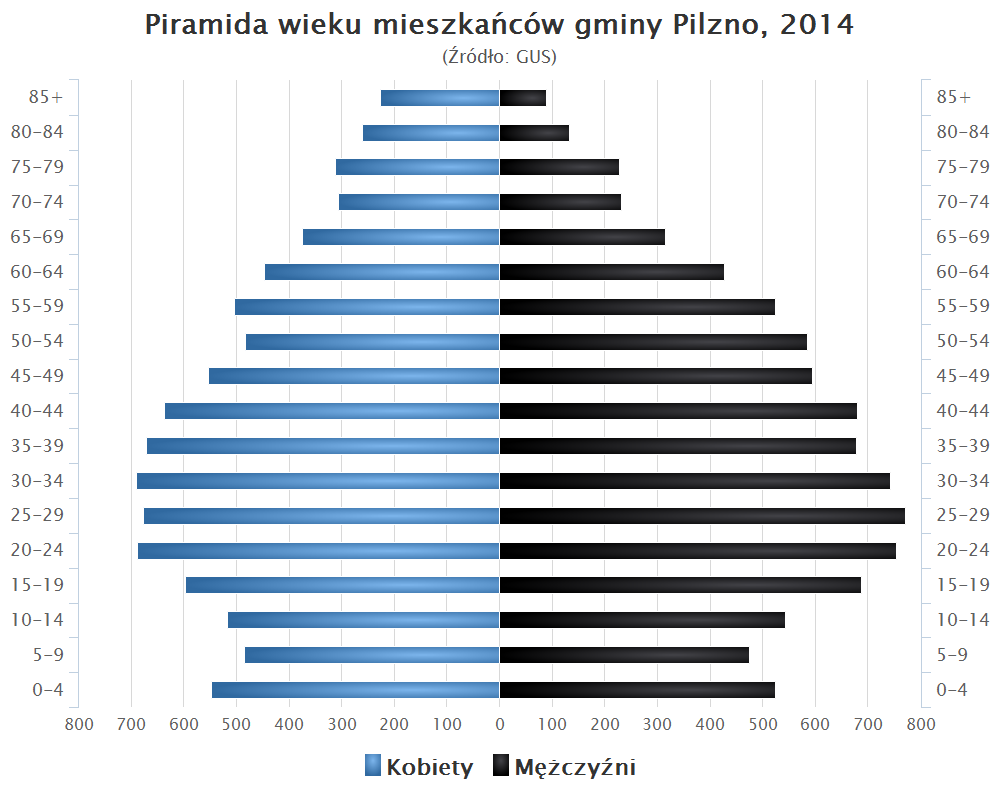
Piramida wieku mieszkańców gminy Pilzno w 2014 roku

Dane z 2010 roku:
| Opis                              | Ogółem | Ogółem | Kobiety | Kobiety | Mężczyźni | Mężczyźni |
| --------------------------------- | ------ | ------ | ------- | ------- | --------- | --------- |
| jednostka                         | osób   | %      | osób    | %       | osób      | %         |
| populacja                         | 17 852 | 100    | 8920    | 50      | 8932      | 50        |
| gęstość zaludnienia (mieszk./km²) | 108,2  | 108,2  | 54,1    | 54,1    | 54,1      | 54,1      |

## Sołectwa
Bielowy, Dobrków, Gębiczyna, Gołęczyna, Jaworze Górne, Jaworze Dolne, Lipiny, Łęki Dolne, Łęki Górne, Machowa, Mokrzec, Parkosz, Podlesie, Połomia, Słotowa, Strzegocice, Zwiernik.

## Sąsiednie gminy
W powiecie:
Brzostek, Czarna, Dębica (gm. wiejska), Jodłowa
Poza powiatem:
Ryglice, Skrzyszów